# Scipione Dentice
Scipione Dentice (* 29. Januar 1560 in Neapel; † 21. April 1633 ebenda) war ein italienischer Kirchenmusiker und Komponist.
Scipio Dentice war weitläufig mit Fabrizio Dentice verwandt; er entstammte mit Sicherheit einem Zweig derselben Familie Dentice. In den 1590er Jahren wirkte er in Rom als Komponist und Kirchenmusiker. Um 1598 kehrte er in seine Heimatstadt Neapel zurück.
Er schuf etliches an mehrstimmiger Vokalmusik, darunter mehrere Bücher mit Madrigalen und ein Buch mit Motetten (um 1595).
Im Jahr 1609 wurde Scipione Dentice Kanonikus an der Kathedrale von Neapel. 1629 veröffentlichte er eine Sammlung fünfstimmiger geistlicher Madrigale, die er Kardinal Francesco Buoncompagno, Erzbischof von Neapel, widmete.